# Микер (Колорадо)
Микер (енгл. Meeker) град је у америчкој савезној држави Колорадо.

## Демографија
По попису из 2010. године број становника је 2.475, што је 233 (10,4%) становника више него 2000. године.
| Група             | 2000.         | 2010.         |
| Белци             | 2.106 (93,9%) | 2.065 (83,4%) |
| Афроамериканци    | 0 (0,0%)      | 8 (0,3%)      |
| Азијати           | 4 (0,2%)      | 7 (0,3%)      |
| Хиспаноамериканци | 106 (4,7%)    | 321 (13,0%)   |
| Укупно            | 2.242         | 2.475         |